# Hell Bent for Leather Tour
Uzasadnienie: The live album Unleashed in the East was recorded during the Japanese leg of this tour
Hell Bent for Leather Tour – pierwsza trasa koncertowa grupy muzycznej Judas Priest, w jej trakcie odbyło się 115 koncertów.
1. 23 października 1978 – Londyn, Anglia – BBC Studios
2. 24 października 1978 – Blackburn, Anglia – King George’s
3. 25 października 1978 – Newcastle, Anglia – Newcastle City Hall
4. 26 października 1978 – Wolverhampton, Anglia – Wolverhampton Civic Hall
5. 27 października 1978 – Londyn, Anglia – Hammersmith Odeon
6. 29 października 1978 – Hanley, Anglia – Victoria Hall
7. 30 października 1978 – Dunstable, Anglia – Queensway Hall
8. 31 października 1978 – Brighton, Anglia – Brighton Dome
9. 1 listopada 1978 – Portsmouth, Anglia – Portsmouth Hall
10. 2 listopada 1978 – Sheffield, Anglia – Sheffield City Hall
11. 3 listopada 1978 – Leicester, Anglia – De Montfort Hall
12. 4 listopada 1978 – Lancaster, Anglia – Lancaster University
13. 6 listopada 1978 – Liverpool, Anglia – Liverpool Empire Theater
14. 7 listopada 1978 – Edynburg, Szkocja – Edinburg Theatre
15. 8 listopada 1978 – Glasgow, Szkocja – The Apollo
16. 9 listopada 1978 – Bradford, Anglia – St. George’s Hall
17. 11 listopada 1978 – Derby, Anglia – Assembly Rooms
18. 12 listopada 1978 – Bristol, Anglia – Bristol Hippodrome
19. 13 listopada 1978 – Birmingham, Anglia – Birmingham Odeon
20. 14 listopada 1978 – Manchester, Anglia – Manchester Apollo
21. 17 listopada 1978 – Londyn, Anglia – Hammersmith Odeon
22. 19 listopada 1978 – Newcastle, Anglia – Newcastle City Hall
23. 24 listopada 1978 – Peterborough, Anglia – Wirrina Stadium
24. 15 grudnia 1978 – Buffalo, Nowy Jork, USA – Stage One
25. 16 grudnia 1978 – Nowy Jork, Nowy Jork, USA – Palladium
26. 9 lutego 1979 – Tokio, Japonia – Tokyo Kōsei Nenkin Kaikan
27. 10 lutego 1979 – Tokio, Japonia – Tokyo Kōsei Nenkin Kaikan (dwa koncerty)
28. 14 lutego 1979 – Osaka, Japonia – Festival Hall (dwa koncerty)
29. 15 lutego 1979 – Tokio, Japonia – Nakano Sun Plaza Hall
30. 27 lutego 1979 – Allentown, Pensylwania, USA – Agriculture Hall
31. 28 lutego 1979 – Falls Church, Wirginia, USA – Louie's Rock City
32. 11 marca 1979 – Nowy Jork, USA – Mudd Club
33. 14 marca 1979 – Austin, Teksas, USA – Austin Opera House
34. 15 marca 1979 – Houston, Teksas, USA – Music Hall
35. 22 marca 1979 – San Antonio, Teksas, USA – HemisFair Arena
36. 29 marca 1979 – West Hollywood, Kalifornia, USA – Starwood Club
37. 30 marca 1979 – West Hollywood, Kalifornia, USA – Starwood Club
38. 31 marca 1979 – West Hollywood, Kalifornia, USA – Starwood Club
39. Marzec 1979 – Toronto, Kanada – El Mocambo
40. Marzec 1979 – Bailey’s, USA – Crossroads
41. 10 kwietnia 1979 – Yakima, Waszyngton, USA – Yakima Valley Community College
42. 11 kwietnia 1979 – Medford, Oregon, USA – Medford Armory
43. 13 kwietnia 1979 – Seattle, Waszyngton, USA – Paramount Theatre
44. 21 kwietnia 1979 – San Diego, Kalifornia, USA – San Diego Civic Theatre
45. 4 maja 1979 – Chicago, Illinois, USA – International Amphitheatre
46. 6 maja 1979 – Milwaukee, Wisconsin, USA – MECCA Arena
47. 12 maja 1979 – Glasgow, Szkocja – The Apollo
48. 13 maja 1979 – Liverpool, Anglia – Empire Theatre
49. 14 maja 1979 – Derby, Anglia – Assembly Rooms
50. 15 maja 1979 – Manchester, Anglia – Manchester Apollo
51. 16 maja 1979 – Birmingham, Anglia – Birmingham Odeon
52. 17 maja 1979 – Birmingham, Anglia – Birmingham Odeon
53. 18 maja 1979 – Hanley, Anglia – Victoria Hall
54. 19 maja 1979 – Oksford, Anglia – Apollo Theatre Oxford
55. 20 maja 1979 – Bristol, Anglia – Colston City Hall
56. 21 maja 1979 – Leicester, Anglia – De Montfort Hall
57. 22 maja 1979 – Preston, Anglia – Preston Guild Hall
58. 23 maja 1979 – Newcastle, Anglia – Newcastle City Hall
59. 24 maja 1979 – Newcastle, Anglia – Newcastle City Hall
60. 25 maja 1979 – Sheffield, Anglia – Sheffield City Hall
61. 26 maja 1979 – Sheffield, Anglia – Sheffield City Hall
62. 27 maja 1979 – Southampton, Anglia – Gaumont
63. 28 maja 1979 – Londyn, Anglia – Hammersmith Odeon
64. 29 maja 1979 – Londyn, Anglia – Hammersmith Odeon
65. 1 lipca 1979 – Dublin, Irlandia – Daymount Park Festival
66. 1 września 1979 – Uniondale, Nowy Jork, USA – Nassau Veterans Memorial Coliseum
67. 3 września 1979 – New Haven, Connecticut, USA – New Haven Coliseum
68. 8 września 1979 – Ashbury Park, New Jersey, USA – Paramount Theatre
69. 11 września 1979 – Los Angeles, Kalifornia, USA – Forum Arena
70. 14 września 1979 – Cincinnati, Ohio, USA – Riverfront Coliseum
71. 16 września 1979 – Louisville, Kentucky, USA – Kentucky Exposition Center
72. 20 września 1979 – Evansville, Indiana, USA – Evansville Civic Center
73. 22 września 1979 – Chicago, Illinois, USA – International Amphitheatre
74. 24 września 1979 – Milwaukee, Wisconsin, USA – MECCA Arena
75. 30 września 1979 – Kansas City, Missouri, USA – Memorial Hall
76. 3 października 1979 – Houston, Teksas, USA – Houston Music Hall
77. 5 października 1979 – Arlington, Teksas, USA – Texas Hall
78. 6 października 1979 – San Antonio, Teksas, USA – HemisFair Arena
79. 8 października 1979 – Austin, Teksas, USA – Austin Municipal Auditorium
80. 11 października 1979 – Laredo, Teksas, USA – Laredo Civic Center
81. 14 października 1979 – El Paso, Teksas, USA – El Paso Civic Center
82. 17 października 1979 – Seattle, Waszyngton, USA – Seattle Coliseum
83. 23 października 1979 – Santa Monica, Kalifornia, USA – Santa Monica Civic Center
84. 26 października 1979 – Hammond, Indiana, USA – Hammond Civic Center
85. 30 października 1979 – Waszyngton, USA – Ontario Theater
86. 3 listopada 1979 – Passaic, New Jersey, USA – Capitol Theatre
87. 4 listopada 1979 – Nowy Jork, USA – Palladium
88. 11 listopada 1979 – Bruksela, Belgia – Forest National
89. 12 listopada 1979 – Amsterdam, Holandia – Jaap Edenhal
90. 13 listopada 1979 – Kolonia, Niemcy – Sartory-Saal
91. 14 listopada 1979 – Hanower, Niemcy – Eilenriedehalle
92. 16 listopada 1979 – Essen, Niemcy – Grugahalle
93. 17 listopada 1979 – Würzburg, Niemcy – Kursaal convention centre
94. 19 listopada 1979 – Pasawa, Niemcy – Evansville Civic Center
95. 20 listopada 1979 – Offenbach am Main, Niemcy – Stadthalle Offenbach
96. 21 listopada 1979 – Dortmund, Niemcy – Westfalenhallen
97. 23 listopada 1979 – Hamburg, Niemcy – Messehallen
98. 24 listopada 1979 – Monachium, Niemcy – Circus Krone Building
99. 25 listopada 1979 – Berno, Szwajcaria – Festhalle Bern
100. 27 listopada 1979 – Ratyzbona, Niemcy – RT Halle
101. 28 listopada 1979 – Ratyzbona, Niemcy – Oberschwabenhalle
102. 29 listopada 1979 – Hof, Niemcy – Freiheitshalle
103. 1 grudnia 1979 – Ludwigshafen, Niemcy – Fredrich-Ebert-Halle
104. 2 grudnia 1979 – Neunkirchen am Brand, Niemcy – Hemmerleinhalle
105. 3 grudnia 1979 – Berlin, Niemcy – Eissporthalle
106. 4 grudnia 1979 – Offenbach, Niemcy – Stadthalle Offenbach
107. 6 grudnia 1979 – Metz, Niemcy – Parc des Expositions de Villepinte
108. 7 grudnia 1979 – Reims, Francja – Palais des Sports de Reims
109. 8 grudnia 1979 – Lille, Francja – Palais des Sports de Lille
110. 9 grudnia 1979 – Paryż, Francja – Pavillon de Paris
111. 10 grudnia 1979 – Lyon, Francja – Palais de Sports de Gerland
112. 12 grudnia 1979 – Clermont-Ferrand, Francja – Clermont-Ferrand Sports Hall
113. 13 grudnia 1979 – Montpellier, Francja – Palais des Sports de Montpellier
114. 14 grudnia 1979 – Nicea, Francja – Théâtre de Verdure
115. 15 grudnia 1979 – Nicea, Francja – Théâtre de Verdure